# Puchar Świata w narciarstwie alpejskim kobiet 1973/1974
Puchar Świata w narciarstwie alpejskim kobiet sezon 1973/1974 to 8 edycja tej imprezy. Cykl ten rozpoczął się we francuskim Val d’Isère 3 grudnia 1973 roku, a zakończył 8 marca 1974 roku w czechosłowackiej miejscowości Vysoké Tatry.

## Podium zawodów

### indywidualnie
| Lp                                                                  | Data             | Miejsce        | Konkurencja | Zwyciężczyni          | 2. miejsce            | 3. miejsce            |
| 1.                                                                  | 3 grudnia 1973   | Val d’Isère    | zjazd       | Annemarie Moser-Pröll | Ingrid Gfölner        | Wiltrud Drexel        |
| 2.                                                                  | 8 grudnia 1973   | Val d’Isère    | slalom      | Christa Zechmeister   | Hanni Wenzel          | Marilyn Cochran       |
| 3.                                                                  | 19 grudnia 1973  | Zell am See    | zjazd       | Annemarie Moser-Pröll | Wiltrud Drexel        | Marie-Therese Nadig   |
| 4.                                                                  | 20 grudnia 1973  | Zell am See    | gigant      | Hanni Wenzel          | Marie-Therese Nadig   | Traudl Treichl        |
| 5.                                                                  | 5 stycznia 1974  | Pfronten       | zjazd       | Annemarie Moser-Pröll | Wiltrud Drexel        | Betsy Clifford        |
| 6.                                                                  | 6 stycznia 1974  | Pfronten       | gigant      | Kathy Kreiner         | Lise-Marie Morerod    | Fabienne Serrat       |
| 7.                                                                  | 8 stycznia 1974  | Les Gets       | slalom      | Christa Zechmeister   | Lindy Cochran         | Annemarie Moser-Pröll |
| 8.                                                                  | 9 stycznia 1974  | Les Gets       | gigant      | Claudia Giordani      | Barbara Cochran       | Hanni Wenzel          |
| 9.                                                                  | 13 stycznia 1974 | Grindelwald    | zjazd       | Cindy Nelson          | Annemarie Moser-Pröll | Marie-Therese Nadig   |
| 10.                                                                 | 14 stycznia 1974 | Grindelwald    | gigant      | Monika Kaserer        | Hanni Wenzel          | Christa Zechmeister   |
| 11.                                                                 | 19 stycznia 1974 | Les Diablerets | slalom      | Christa Zechmeister   | Fabienne Serrat       | Rosi Mittermaier      |
| 12.                                                                 | 23 stycznia 1974 | Bad Gastein    | zjazd       | Annemarie Moser-Pröll | Marie-Therese Nadig   | Wiltrud Drexel        |
| 13.                                                                 | 24 stycznia 1974 | Bad Gastein    | slalom      | Christa Zechmeister   | Fabienne Serrat       | Monika Kaserer        |
| 14.                                                                 | 25 stycznia 1974 | Bad Gastein    | gigant      | Fabienne Serrat       | Lise-Marie Morerod    | Rosi Mittermaier      |
| 23. Mistrzostwa Świata w Narciarstwie Alpejskim 1974 – Sankt Moritz |                  |                |             |                       |                       |                       |
| 15.                                                                 | 27 lutego 1974   | Abetone        | slalom      | Rosi Mittermaier      | Annemarie Moser-Pröll | Fabienne Serrat       |
| 16.                                                                 | 7 marca 1974     | Vysoké Tatry   | gigant      | Monika Kaserer        | Annemarie Moser-Pröll | Lise-Marie Morerod    |
| 17.                                                                 | 8 marca 1974     | Vysoké Tatry   | slalom      | Rosi Mittermaier      | Danièle Debernard     | Hanni Wenzel          |

## Końcowa klasyfikacja generalna
| Miejsce | Zawodniczka           | Punkty |
| ------- | --------------------- | ------ |
| 1.      | Annemarie Moser-Pröll | 268    |
| 2.      | Monika Kaserer        | 153    |
| 3.      | Hanni Wenzel          | 144    |
| 4.      | Christa Zechmeister   | 129    |
| 5.      | Fabienne Serrat       | 127    |
| 6.      | Marie-Therese Nadig   | 123    |
| 7.      | Rosi Mittermaier      | 116    |
| 8.      | Lise-Marie Morerod    | 77     |
| 9.      | Wiltrud Drexel        | 72     |
| 10.     | Kathy Kreiner         | 70     |

### Zjazd (po 5 z 5 konkurencji)
| Miejsce | Zawodniczka           | Punkty |
| ------- | --------------------- | ------ |
| 1.      | Annemarie Moser-Pröll | 120    |
| 2.      | Marie-Therese Nadig   | 72     |
| 3.      | Wiltrud Drexel        | 70     |
| 4.      | Cindy Nelson          | 35     |
| 5.      | Ingrid Gfölner        | 34     |

### Slalom gigant (po 6 z 6 konkurencji)
| Miejsce | Zawodniczka        | Punkty |
| ------- | ------------------ | ------ |
| 1.      | Hanni Wenzel       | 71     |
| 2.      | Fabienne Serrat    | 68     |
| 3.      | Monika Kaserer     | 60     |
| 4.      | Lise-Marie Morerod | 55     |
| 5.      | Traudl Treichl     | 44     |

### Slalom (po 6 z 6 konkurencji)
| Miejsce | Zawodniczka           | Punkty |
| ------- | --------------------- | ------ |
| 1.      | Christa Zechmeister   | 103    |
| 2.      | Rosi Mittermaier      | 88     |
| 3.      | Fabienne Serrat       | 63     |
| 4.      | Hanni Wenzel          | 49     |
| 5.      | Annemarie Moser-Pröll | 41     |

### Drużynowo
| Miejsce | Kraj          | Punkty |
| ------- | ------------- | ------ |
| 1.      | Austria       | 619    |
| 2.      | RFN           | 303    |
| 3.      | Francja       | 227    |
| 4.      | Szwajcaria    | 221    |
| 5.      | Liechtenstein | 144    |